# II. Karomama
II. Karomama, teljes nevén Karomama Meritmut ókori egyiptomi királyné volt a XXIII. dinasztia idején; II. Takelot felesége, III. Oszorkon anyja. Fiának, Oszorkon hercegnek, a későbbi fáraónak karnaki krónikáiból ismert, emellett említik a Nílus vízszintjét rögzítő karnaki szövegek is, már fia uralkodása alatt.

## Családja
Ámon főpapja, Nimlot lánya volt, anyja neve Tentszepeh. Apai nagyszülei II. Oszorkon, a XXII. dinasztia fáraója és Dzsedmuteszanh királyné. A XXII. dinasztiával rokon, thébai székhelyű XXIII. dinasztia uralkodójához, II. Takelothoz ment feleségül, aki egyben a testvére is volt; fiuk III. Oszorkon fáraó.
Lehetséges, hogy azonos azzal a Kama néven említett királynéval, akinek érintetlen sírját Leontopoliszban (ma Tell Mokdam) találták meg. A kis, díszes sírkamrában, szarkofágban fekvő királynénak csak szívszkarabeuszán maradt fenn a neve, egy kanópuszedényen pedig egy bizonyos Pipu neve állt, de az itt talált, jó minőségű ékszerekből ítélve a temetkezés a királynéé, nem Pipué.

## Címei
Nagy királyi hitves (ḥm.t-nỉswt wr.t), A Két Föld úrnője (nb.t-t3.wỉ).